# Кончіта Мартінес Гранадос
Кончіта Мартінес Гранадос (ісп. Conchita Martínez Granados; нар. 20 січня 1976) — колишня іспанська тенісистка.
Найвищу одиночну позицію світового рейтингу — 66 місце досягла 5 травня 2003, парну — 82 місце — 23 червня 2003 року.
Здобула 12 одиночних та 17 парних титулів.
Найвищим досягненням на турнірах Великого шолома було 2 коло в одиночному та парному розрядах.
Завершила кар'єру 2007 року.

## Фінали турнірів WTA

### Одиночний розряд: 1 (0–1)
| Легенда                             |
| ----------------------------------- |
| Великий шлем                        |
| Tier I (0–0)                        |
| Tier II (0–0)                       |
| Tier III (0–1)                      |
| Турніри IV-ї та V-ї категорій (0–0) |

| Результат | Ранг | Дата | Турнір                   | Покриття | Суперниця       | Рахунок  |
| --------- | ---- | ---- | ------------------------ | -------- | --------------- | -------- |
| Поразка   | 1.   | 2003 | Croatian Bol Ladies Open | Ґрунт    | Віра Звонарьова | 1–6, 3–6 |

### Парний розряд: 3 (0–3)
| Легенда                |
| ---------------------- |
| Турніри Великого шлему |
| Tier I (0–0)           |
| Tier II (0–0)          |
| Tier III (0–1)         |
| Tier IV & V (0–2)      |

| Результат | Ранг | Дата     | Турнір                         | Покриття | Партнерка                  | Суперниці                       | Рахунок  |
| --------- | ---- | -------- | ------------------------------ | -------- | -------------------------- | ------------------------------- | -------- |
| Поразка   | 1.   | Лип 2002 | Гран-прі принцеси Лалли Мер'єм | Ґрунт    | Хісела Дулко               | Петра Мандула Патріція Вартуш   | 2–6, 1–6 |
| Поразка   | 2.   | Кві 2003 | Budapest Grand Prix, Угорщина  | Ґрунт    | Тетяна Перебийніс          | Петра Мандула Олена Татаркова   | 3–6, 1–6 |
| Поразка   | 3.   | 2005     | Abierto Mexicano TELCEL        | Ґрунт    | Роса Марія Андрес Родрігес | Аліна Жидкова Тетяна Перебийніс | 5–7, 3–6 |

## Фінали ITF
| турніри $75,000 |
| турніри $50,000 |
| турніри $25,000 |
| турніри $10,000 |

### Одиночний розряд (12–8)
| Результат | Ранг | Дата             | Турнір                                  | Покриття | Суперниця           | Рахунок       |
| --------- | ---- | ---------------- | --------------------------------------- | -------- | ------------------- | ------------- |
| Поразка   | 1.   | 8 травня 1995    | Боссонан, Швейцарія                     | Ґрунт    | Барбара Шварц       | 6–3, 1–6, 3–6 |
| Перемога  | 1.   | 21 серпня 1995   | Брюссельський столичний регіон, Бельгія | Ґрунт    | Магі Серна          | 6–0, 6–4      |
| Поразка   | 2.   | 29 січня 1996    | Майорка, Іспанія                        | Ґрунт    | Зандра Мантлер      | 5–7, 7–6, 0–6 |
| Перемога  | 2.   | 11 березня 1996  | Сарагоса, Іспанія                       | Ґрунт    | Ева Бес             | 3–6, 6–1, 6–3 |
| Перемога  | 3.   | 13 липня 1997    | Віго, Іспанія                           | Ґрунт    | Нурія Монтеро       | 6–2, 6–4      |
| Поразка   | 3.   | 5 жовтня 1997    | Льєйда, Іспанія                         | Ґрунт    | Кім де Вейлле       | 6–7, 2–6      |
| Поразка   | 4.   | 2 листопада 1997 | Можі-дас-Крузіс, Бразилія               | Ґрунт    | Маріана Діас-Оліва  | 0–6, 0–6      |
| Перемога  | 4.   | 1 грудня 1997    | Майорка, Іспанія                        | Ґрунт    | Ева Бес             | 6–3, 5–7, 6–3 |
| Поразка   | 5.   | 11 жовтня 1998   | Сантьяго, Чилі                          | Ґрунт    | Паола Суарес        | 6–3, 4–6, 1–6 |
| Перемога  | 5.   | 6 листопада 2000 | Гранада, Іспанія                        | Ґрунт    | Ванесса Девеса      | 1–4, 3–1, 5–4 |
| Перемога  | 6.   | 5 березня 2001   | Сальтільйо, Мексика                     | Тверде   | Даніела Олівера     | 2–6, 6–4, 6–1 |
| Поразка   | 6.   | 19 березня 2001  | Матаморос, Мексика                      | Тверде   | Петра Русеґґер      | 6–4, 1–6, 5–7 |
| Перемога  | 7.   | 23 вересня 2001  | Сан-Жозе-дус-Кампус, Бразилія           | Ґрунт    | Седа Норландер      | 7–5, 6–4      |
| Перемога  | 8.   | 29 квітня 2002   | Мальє, Італія                           | Ґрунт    | Катерина Сисоєва    | 6–1, 6–1      |
| Перемога  | 9.   | 19 травня 2002   | Бромма (район), Швеція                  | Тверде   | Аманда Грем         | 6–7, 6–3, 6–2 |
| Перемога  | 10.  | 16 червня 2002   | Марсель, Франція                        | Ґрунт    | Емілі Луа           | 6–2, 3–6, 7–5 |
| Поразка   | 7.   | 22 червня 2004   | Фонтанафредда, Італія                   | Ґрунт    | Людмила Скавронська | 1–6, 3–6      |
| Перемога  | 11.  | 6 червня 2005    | Марсель, Франція                        | Ґрунт    | Марі-Ев Пеллетьє    | 6–1, 6–1      |
| Поразка   | 8.   | 10 липня 2005    | Кунео, Італія                           | Ґрунт    | Лаура Поус Тіо      | 3–6, 2–6      |
| Перемога  | 12.  | 22 жовтня 2005   | Севілья, Іспанія                        | Ґрунт    | Ана Тимотич         | 6–2, 6–2      |

### Парний розряд (17–24)
| Результат | Ранг | Дата              | Турнір                        | Покриття | Партнерка                  | Суперниці                                  | Рахунок             |
| --------- | ---- | ----------------- | ----------------------------- | -------- | -------------------------- | ------------------------------------------ | ------------------- |
| Перемога  | 1.   | 10 травня 1993    | Барселона, Іспанія            | Ґрунт    | Клаудія Тімм               | Ана Салас Лосано Марія Фернанда Ланда      | 7–5, 1–6, 6–2       |
| Поразка   | 1.   | 29 січня 1996     | Майорка, Іспанія              | Ґрунт    | Маріна Ескобар             | Роса Марія Андрес Родрігес Лаура Гарсія    | 7–5, 0–6, 2–6       |
| Поразка   | 2.   | 4 травня 1997     | Балагер (Іспанія), Іспанія    | Ґрунт    | Селесте Контін             | Нурія Монтеро Лурдес Домінгес Ліно         | 6–0, 2–6, 4–6       |
| Поразка   | 3.   | 7 липня 1997      | Віго, Іспанія                 | Ґрунт    | Хісела Рієра               | Лурдес Домінгес Ліно Нурія Монтеро         | 3–6, 0–6            |
| Перемога  | 2.   | 6 жовтня 1997     | Жирона, Іспанія               | Ґрунт    | Хісела Рієра               | Лурдес Домінгес Ліно Нурія Монтеро         | 2–6, 6–3, 6–4       |
| Поразка   | 4.   | 3 листопада 1997  | Suzano, Бразилія              | Ґрунт    | Хісела Рієра               | Лаура Берналь Ларісса Шерер                | 6–3, 3–6, 6–7(4)    |
| Поразка   | 5.   | 7 грудня 1997     | Майорка, Іспанія              | Ґрунт    | Марта Кано                 | Каталін Мароші Мелані Шнелль               | 4–6, 6–4, 5–7       |
| Поразка   | 6.   | 15 лютого 1998    | Майорка, Іспанія              | Ґрунт    | Аліче Канепа               | Ева Бельбль Зільке Франкль                 | 3–6, 3–6            |
| Поразка   | 7.   | 22 березня 1998   | Реймс, Франція                | Ґрунт    | Ева Бес                    | Аманда Гопманс Дафне ван де Занде          | 4–6, 3–6            |
| Поразка   | 8.   | 23 листопада 1998 | Ліма, Перу                    | Ґрунт    | Аліче Канепа               | Катарина Среботнік Зузана Валекова         | 7–6(4), 5–7, 4–6    |
| Поразка   | 9.   | 5 липня 1999      | Чивітанова-Марке, Італія      | Ґрунт    | Роса Марія Андрес Родрігес | Ева Дірберг Даніела Гантухова              | 6–7(3), 6–4, 4–6    |
| Перемога  | 3.   | 12 липня 1999     | Гечо, Іспанія                 | Ґрунт    | Роса Марія Андрес Родрігес | Хісела Рієра Алісія Ортуньйо               | 7–6(4), 6–4         |
| Перемога  | 4.   | 30 серпня 1999    | Денен, Франція                | Ґрунт    | Роса Марія Андрес Родрігес | Маріам Рамон Клімент Лусіана Масанте       | 6–1, 6–4            |
| Перемога  | 5.   | 20 вересня 1999   | Софія, Болгарія               | Ґрунт    | Роса Марія Андрес Родрігес | Каталін Мароші Надія Островська            | w/o                 |
| Поразка   | 10.  | 15 травня 2000    | Порту, Португалія             | Ґрунт    | Роса Марія Андрес Родрігес | Ева Бес Хісела Рієра                       | 3–6, 3–6            |
| Перемога  | 6.   | 3 липня 2000      | Чивітанова-Марке, Італія      | Ґрунт    | Роса Марія Андрес Родрігес | Євгенія Куликовська Тетяна Пучек           | 6–2, 6–3            |
| Перемога  | 7.   | 23 липня 2000     | Фонтанафредда, Італія         | Ґрунт    | Роса Марія Андрес Родрігес | Мая Матевжич Антонелла Серра-Дзанетті      | 4–6, 6–2, 6–4       |
| Перемога  | 8.   | 4 вересня 2000    | Фано, Італія                  | Ґрунт    | Роса Марія Андрес Родрігес | Елені Даніліду Алісія Ортуньйо             | 6–2, 6–4            |
| Поразка   | 11.  | 6 листопада 2000  | Гранада, Іспанія              | Ґрунт    | Бранка Бойович             | Еріка Краут Ванеса Краут                   | 0–4, 2–4, 1–4       |
| Поразка   | 12.  | 10 грудня 2000    | Богота, Колумбія              | Тверде   | Кларіса Фернандес          | Жоана Кортез Маріана Діас-Оліва            | 6–3, 1–6, 2–6       |
| Перемога  | 9.   | 5 березня 2001    | Сальтільйо, Мексика           | Тверде   | Меліса Аревало             | Кортні Чепмен Мелісса Міддлтон             | 7–6(3), 0–6, 6–1    |
| Поразка   | 13.  | 26 березня 2001   | Сьюдад-Вікторія, Мексика      | Тверде   | Меліса Аревало             | Даніела Олівера Лусіана Масанте            | 4–6, 5–7            |
| Перемога  | 10.  | 15 квітня 2001    | Сан-Луїс-Потосі, Мексика      | Ґрунт    | Еухенія Чіальво            | Жоана Кортез Кларіса Фернандес             | 6–7(3), 6–1, 6–1    |
| Поразка   | 14.  | 22 квітня 2001    | Коацакоалькос, Мексика        | Тверде   | Еухенія Чіальво            | Еріка Краут Ванеса Краут                   | 1–6, 4–6            |
| Поразка   | 15.  | 21 липня 2001     | Модена, Італія                | Ґрунт    | Еухенія Чіальво            | Галина Фокіна Надія Островська             | 3–6, 2–6            |
| Поразка   | 16.  | 16 вересня 2001   | Бордо, Франція                | Ґрунт    | Антонелла Серра-Дзанетті   | Сандра Начук Драгана Зарич                 | 2–6, 6–7(6)         |
| Поразка   | 17.  | 17 вересня 2001   | Сан-Жозе-дус-Кампус, Бразилія | Ґрунт    | Жоана Кортез               | Ванесса Менга Даніела Олівера              | 6–4, 5–7, 3–6       |
| Поразка   | 18.  | 30 вересня 2001   | Верона, Італія                | Ґрунт    | Лурдес Домінгес Ліно       | Марет Ані Міхаела Паштікова                | 7–6(4), 4–6, 6–7(5) |
| Перемога  | 11.  | 6 травня 2002     | Единбург, Велика Британія     | Ґрунт    | Келлі Лігган               | Вікторія Девіс Ева Мартінцова              | 5–7, 6–0, 6–1       |
| Перемога  | 12.  | 16 червня 2002    | Марсель, Франція              | Ґрунт    | Лурдес Домінгес Ліно       | Сандра Клезель Ванесса Генке               | 7–5, 4–6, 6–0       |
| Поразка   | 19.  | 14 липня 2002     | Модена, Італія                | Ґрунт    | Хісела Дулко               | Юліана Федак Галина Фокіна                 | 1–6, 3–6            |
| Перемога  | 13.  | 7 вересня 2003    | Фано, Італія                  | Ґрунт    | Джулія Казоні              | Гала Леон Гарсія Марія Емілія Салерні      | 6–3, 6–3            |
| Перемога  | 14.  | 5 жовтня 2003     | Жирона, Іспанія               | Ґрунт    | Марія Хосе Мартінес Санчес | Любомира Бачева Роберта Вінчі              | 7–5, 6–3            |
| Перемога  | 15.  | 25 квітня 2004    | Барі, Італія                  | Ґрунт    | Роса Марія Андрес Родрігес | Мартіна Мюллер Владіміра Угліржова         | 6–2, 5–7, 6–2       |
| Поразка   | 20.  | 7 червня 2004     | Марсель, Франція              | Ґрунт    | Кільдін Шевальє            | Шахар Пеєр Олена Весніна                   | 1–6, 1–6            |
| Поразка   | 21.  | 7 серпня 2005     | Мартіна-Франка, Італія        | Ґрунт    | Лурдес Домінгес Ліно       | Жофія Губачі Марія Коритцева               | 1–6, 3–6            |
| Перемога  | 16.  | 18 вересня 2005   | Бордо, Франція                | Ґрунт    | Марія Хосе Мартінес Санчес | Юлія Шруфф Ясмін Вер                       | 7–5, 6–2            |
| Поразка   | 22.  | 3 жовтня 2005     | Барселона, Іспанія            | Ґрунт    | Марія Хосе Мартінес Санчес | Лурдес Домінгес Ліно Марія Санчес Лоренсо  | 5–7, 7–6(4), 6–7(3) |
| Поразка   | 23.  | 30 жовтня 2005    | Сан-Кугат-дал-Бальєс, Іспанія | Ґрунт    | Марія Хосе Мартінес Санчес | Лурдес Домінгес Ліно Аранча Парра Сантонха | 4–6, 3–6            |
| Перемога  | 17.  | 18 червня 2006    | Марсель, Франція              | Ґрунт    | Марія Хосе Мартінес Санчес | Северін Бельтрам Стефані Коен-Алоро        | 7–5, 6–4            |
| Поразка   | 24.  | 30 червня 2007    | Гечо, Іспанія                 | Ґрунт    | Марія Емілія Салерні       | Нурія Льягостера Вівес Лаура Поус Тіо      | 2–6, 1–6            |

## Часова шкала результатів на турнірах Великого шлему
| W | Ф | ПФ | ЧФ | #Р | КТ | К# | DNQ | A | NH |

### Одиночний розряд
| Турнір                                 | 1998 | 1999 | 2000 | 2001 | 2002 | 2003 | 2004 | 2005 | 2006 | 2007 | W–L  |
| -------------------------------------- | ---- | ---- | ---- | ---- | ---- | ---- | ---- | ---- | ---- | ---- | ---- |
| Відкритий чемпіонат Австралії з тенісу | К1р  | 1р   | К1р  | К1р  |      | 1р   | 1р   | К2р  | 2р   |      | 1–4  |
| Відкритий чемпіонат Франції з тенісу   | К3р  | К1р  | К2р  | 1р   | 2р   | 1р   | 1р   | К2р  | 2р   | К2р  | 2–5  |
| Вімблдонський турнір                   | К1р  |      |      |      |      | 2р   | К1р  | К1р  | 1р   |      | 1–2  |
| Відкритий чемпіонат США з тенісу       | К3р  | К1р  | К1р  | К1р  | 1р   | 1р   | К1р  | К1р  | 1р   |      | 0–3  |
| В-П                                    | 0–0  | 0–1  | 0–0  | 0–1  | 1–2  | 1–4  | 0–2  | 0–0  | 2–4  | 0–0  | 4–14 |